# Stenodyneriellus multimaculatus
Stenodyneriellus multimaculatus är en stekelart som beskrevs av Giordani Soika 1993. Stenodyneriellus multimaculatus ingår i släktet Stenodyneriellus och familjen Eumenidae. Inga underarter finns listade i Catalogue of Life.